# Dalembalar
Dalembalar is een bestuurslaag in het regentschap Pandeglang van de provincie Banten, Indonesië. Dalembalar telt 3360 inwoners (volkstelling 2010).